# 최홍림
최홍림(1965년 3월 28일 ~ )은 대한민국의 개그맨 겸 골퍼이다.

## 학력
- 고려대학교 경영전문대학원 MSP(경영연구과정) 수료

## 방송
- 일요일 밤의 대행진 by《일요일 일요일 밤에》(미스 최, 미스터 김)
- 청춘행진곡 (청춘 교실)
- 청춘만만세
- 지혜의 한 수, 회초리
- 생방송 행복드림 로또 6/45 - 901회